# Natuurpark Prat de Cabanes-Torreblanca

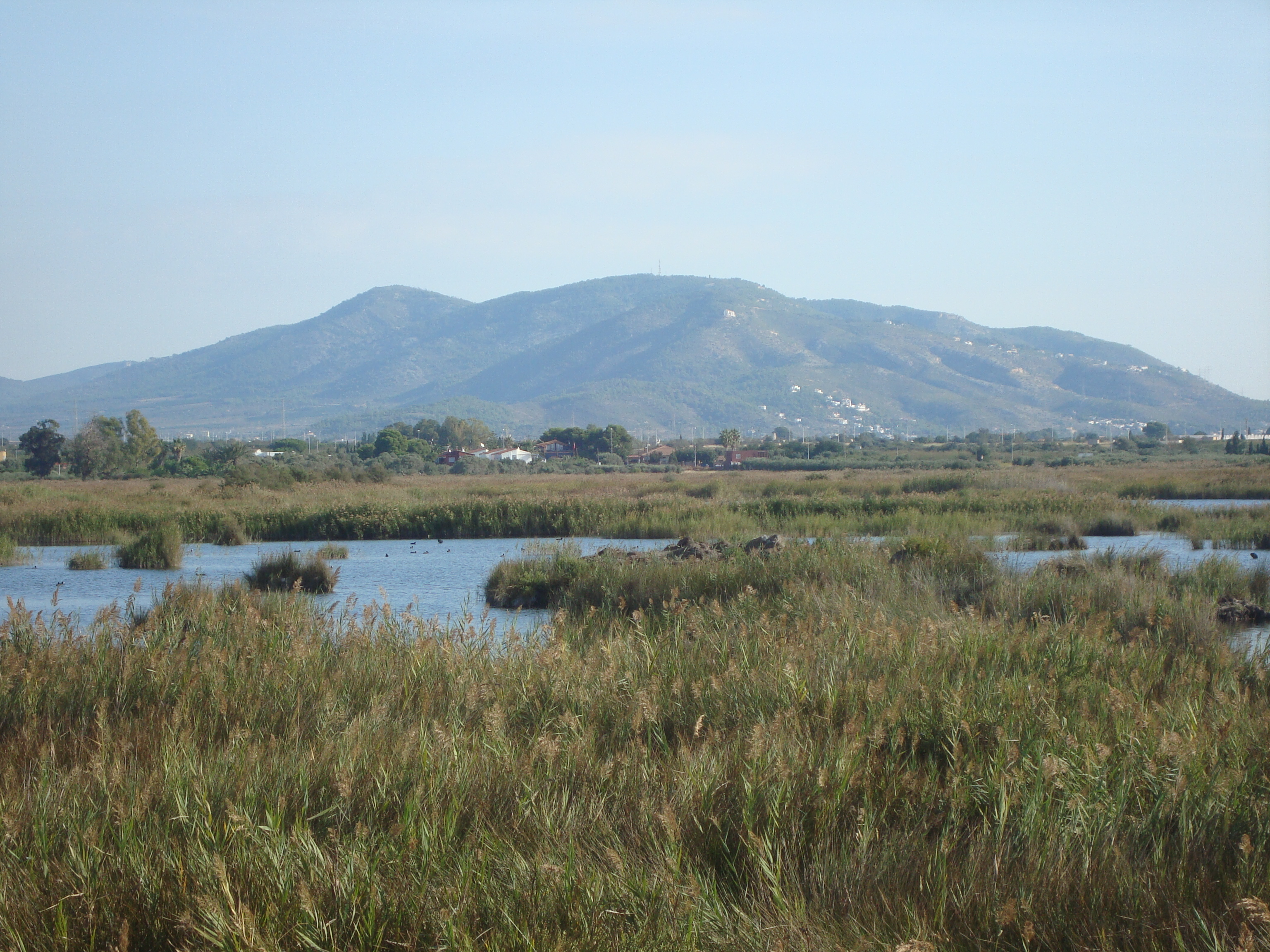

Het Natuurpark Prat de Cabanes-Torreblanca of Pénón de Ifach (Valenciaans: Parc Natural de Prat de Cabanes-Torreblanca/Spaans: Parque natural del Prado de Cabanes-Torreblanca) is een natuurpark in de regio Valencia in Spanje. Het natuurpark werd opgericht in 1994 en is 865 hectare groot. Het natuurpark omvat een moerasgebied aan de kust.